# Liste der Einträge im National Register of Historic Places im Hardin County (Tennessee)

Lage des Hardin Countys in Tennessee

Die Liste der Einträge im National Register of Historic Places im Hardin County in Tennessee führt die Bauwerke und historischen Stätten im Hardin County auf, die in das National Register of Historic Places aufgenommen wurden.

## Derzeitige Einträge
| [ 2 ] | Name                             | Bild                          | Eintragsdatum        | Lage | Ort               | Beschreibung                             |
| ----- | -------------------------------- | ----------------------------- | -------------------- | --- | ----------------- | ---------------------------------------- |
| 1     | Cherry Mansion                   | Cherry Mansion                | 1977 ID-Nr. 77001274 | 101 Main Street 35° 13′ 32″ N, 88° 15′ 24″ W | Savannah          |                                          |
| 2     | James Graham House               |                               | 1991 ID-Nr. 91001594 | Kreuzung von TN 69 und Airport Road 35° 9′ 39″ N, 88° 13′ 2″ W | Savannah          |                                          |
| 3     | Savannah Historic District       | Savannah Historic District    | 1980 ID-Nr. 80003832 | Einzelne Gebäude in der Main Street, Deford Street, Guinn Street, Church Street, College Street, Williams Street und Cook Street sowie 410 und 506 Main Street; weiteres Gebiet zwischen College Street, Main Street, Tennessee Street und Williams Street 35° 13′ 38″ N, 88° 14′ 59″ W | Savannah          | Das Gebiet wurde 1993 und 2009 erweitert |
| 4     | Shiloh Indian Mounds Site        | Shiloh Indian Mounds Site     | 1979 ID-Nr. 79000279 | Östlich von Hurley im Shiloh National Military Park 35° 8′ 32″ N, 88° 19′ 26″ W | Hurley            |                                          |
| 5     | Shiloh National Military Park    | Shiloh National Military Park | 1966 ID-Nr. 66000074 | Abseits der TN 22 35° 8′ 22″ N, 88° 20′ 35″ W | Pittsburg Landing |                                          |
| 6     | Tanyard Branch Furnace (40HR121) |                               | 1988 ID-Nr. 88000250 | Adresse nicht veröffentlicht | Bath Springs      |                                          |
| 7     | Meady White House                |                               | 1993 ID-Nr. 93000586 | Main Street 35° 22′ 39″ N, 88° 12′ 31″ W | Saltillo          |                                          |